# 塞尔久·贝让
塞尔久·贝让（羅馬尼亞語：Sergiu Bejan，1996年11月18日—），罗马尼亚男子赛艇运动员。他曾代表罗马尼亚参加世界赛艇锦标赛，获得一枚金牌。他也曾参加2020年夏季奥林匹克运动会。